# Манолиу, Георге
Георге В. Манолиу (рум. Gheorghe V. Manoliu; 21 мая 1888, Пьятра-Нямц — 28 августа 1980, Бухарест) — румынский генерал, командир подразделений горных стрелков, участник Второй Балканской, Первой и Второй мировой войны. Участвовал в качестве командира 4-й румынской горнострелковой дивизии в осаде и в решающем штурме Севастополя в июне 1942 года.

## Биография
Участник Второй Балканской и Первой Мировой войны. Награждён румынскими наградами и орденом Святого Станислава Российской империи.
С 10 января 1940 года и по 20 март 1943 бессменно командовал 4-й румынской горнострелковой бригадой (с 15 марта 1942 года преобразована в дивизию).

### Вторая мировая война

#### На стороне стран оси
Участвовал в июне 1941 года во вторжении в Советский союз в составе 3-й румынской армии под командованием генерала Петре Думитреску. Он был награждён 17 октября 1941 года орденом Михая Храброго III класса за:
«Мужество, преданность и замечательную энергию, которая была показала в боях в приграничных районах городов Сторожинца, Черновцов и в Северной Бессарабии. На переправе через Днестр он также обеспечил успех операций, удерживая мост перед всеми ожесточенными атаками противника».
4-я румынская горнострелковая бригада зимой 1941—1942 годов участвовала в осаде Севастополя, а также привлекалась к действиям против крымских партизан.
Э. фон Манштейн писал: "Весной 1942 г. я посетил однажды 4 румынскую горную дивизию, которая под командованием генерала Манолиу вела борьбу с партизанами в горах Яйлы. Временами нам приходилось использовать в этих целях весь румынский горный корпус, усиленный рядом мелких немецких подразделений. Сначала я инспектировал несколько частей, затем меня провели в здание штаба. Стоя перед большой картой, генерал Манолиу с гордостью показал мне весь путь, пройденный его дивизией от Румынии до Крыма. Было ясно, что он хотел намекнуть, что этого, мол, достаточно. Мое замечание: «О, значит, вы прошли уже полдороги до Кавказа!» — отнюдь не вызвало у него воодушевления".
В июне 1942 года 4-я румынская горнострелковая дивизия, под командованием генерала Георге Манолиу, сражалась в боях против укрепленных районов в северо-восточном секторе обороны Севастополя. 4-я горная дивизия была единственной соединением в составе 54-го германского армейского корпуса, которое заняла долину реки Черная. В боях под Балаклавой взяла в плен около 10 тысяч советских солдат, в основном из 109-й стрелковой дивизии. Она символически водрузила румынский триколор на мемориале войны 1854—1855 годов в Севастополе. Румынским командованием произведён 18 июля 1942 года в дивизионные генералы. За бои под Севастополем Манолиу награждён 30 августа 1942 года немецким командованием Рыцарским крестом Железного креста.
20 марта 1943 года он был произведен в дивизионные генералы и назначен командующим 4-м территориальным корпусом в Яссах.

#### На стороне антигитлеровской коалиции
После государственного переворота в Румынии 24 августа и до 31 августа 1944 года, 4-й территориальный корпус в Яссах способствовало изгнанию немецких войск в жудецах Долж, Горж и Мехединцы.
Дивизионный генерал Георге Манолиу был переведен в резерв с правом уйти в отставку 27 марта 1945 года в возрасте 58 лет, после 38 лет службы в румынской армии.
В 1949 году обвинен в военных преступлениях и осужден к длительному сроку тюремного заключения. В 1954 году приговор был пересмотрен, а Манолиу оправдан и освобожден.
К 20-летию государственного переворота 24 августа в 1964 году награждён Орденом «23 августа» III степени.

## Награды
Королевство Румыния
- Памятный крест о войне 1916—1919 (1919 год).
- «Почетный знак за 25 лет службы» (1933 год).
- Памятная медаль «Пелеш», к 50-летию замка Пелеш (1933 год).
- Орден Короны Румынии, командорский крест (9 мая 1941 года)[4].
- Орден Михая Храброго III степени (17 октября 1941 года)[2]
- Орден Звезды Румынии, офицерский крест с мечами (1943)
- Орден «Культурная заслуга» II степени

Социалистическая Республика Румыния
- Орден «Защита Отечества» I степени
- Орден «23 августа» III степени, постановление Государственного Совета Румынской Народной Республики № 500/1964 «За особые заслуги в деле строительства социализма и по случаю двадцатой годовщины освобождения родины» (1964)[5]

Российская империя
- Орден Святого Станислава III степени

Гитлеровская Германия
- Железный крест I и II степени (1941)
- Рыцарский крест Железного креста (30 августа 1942 года)